# 中央大陸戦争
中央大陸戦争（ちゅうおうたいりくせんそう）とはトミー（現タカラトミー）のオリジナル玩具であるゾイドの世界で繰り広げられたゾイドバトルストーリー内でのエピソードを描いたもので、玩具世界の設定と同時進行させた架空戦記で1984年～1988年までの旧シリーズのゾイドを描いたもの。ゾイドに登場する国家であるヘリック共和国とゼネバス帝国の戦いが描かれ、最終的にヘリック共和国の勝利に終わった。

## 中央大陸統一以前
数多くのゾイドや人類が誕生し、長い年月を経た惑星Ziの中央大陸統一以前の住民は氷河期ののち、度重なる大地震や火山の噴火など自然災害や天変地異に悩まされていた。
ZAC1700年ごろにようやく地殻変動時期が終焉を迎え、狩猟採集社会から農耕社会に移ったことにより、人々が安定した暮らしを行えるようになった。同時代には人口爆発も起こり、かつては個々に点在していた部族も交流が盛んになっていった。一方で、部族ごとの生活領土も確立されていき、その経済格差も生まれていった。ZAC1850年ごろに部族間の平和的な合併や統合が行われていくこととなるが、ZAC1920年ごろになると中央大陸の立地ゆえに大陸西側と東側の経済格差がと対立が表面化し、部族間の紛争が勃発する。ZAC1957年に風族の族長であるヘリック・ムーロアが中央大陸を統一して紛争は終結、ヘリックは全部族から推戴されて王となり、ヘリック共和国が建国した。その年にヘリック王に同じ風族出身の女性との間に第一子が誕生、後のヘリック大統領となるヘリックII世が誕生し、ZAC1959年には地底族出身の第二夫人（地底族の族長ガイロスの妹）の間に次男であるゼネバスが誕生する。

## 中央大陸戦争前期
ZAC1975年に中央大陸統一を成し遂げた、ヘリックI世王がZAC1975年に他界。後継者となったヘリックII世は王位につかず大統領になることを望み王制を廃止した。議会によってヘリックII世は初代大統領となり、弟ゼネバスが国軍最高司令官となった。だが、様々な思惑を絡めた結果、ゼネバスは国軍司令官の地位を追われ、中央大陸西部の辺境に追放された。これが兄弟骨肉の争いとなり、中央大陸が戦火にさらされる悲劇の第一歩となった。ゼネバスは自身の母方の支持者である地底族を引き連れ、ヘリックと修復不可能な溝を生み出したまま中央大陸西にて、ゼネバス帝国を建国した。そして、ZAC1980年に国境線を巡って対立を深めた共和国と帝国はレッドリバーにて激突、ここに中央大陸戦争が勃発し、長い共和国と帝国の戦いが始まった。

## 地球人来訪 ゾイドゴジュラス誕生
ZAC2029年、太陽系第三惑星（地球）からの銀河開拓船「グローバリーIII世号」が船内に搭乗していた冒険商人たちの反乱によって開拓船が損傷を受け、中央大陸に不時着してしまう。冒険商人の一人であるランドバリーは好戦的なゼネバス皇帝に取り入って帝国側につき、残った乗組員もクローネンブルグ博士のように共和国側についた人々とランドバリーのように帝国側についた人々に分かれた。地球人たちの持っていたテクノロジーが共和国と帝国のそれぞれのゾイドの武装の威力を格段に向上させ、様々な武器開発に繋がっていった。
その最たる例が翌年のZAC2030年にロールアウトしたゾイドゴジュラスである。それまでのろまなメカと揶揄されていたこの機体は、地球人の持つ武器の威力にゴジュラスが持つ強力な戦闘力が発揮され、それまでののどかでさえあった戦いが一気に苛烈な近代戦という形に移行していった。

## 中央大陸戦争中期 新型ゾイド誕生期
ゾイドゴジュラス誕生以来、ヘリック共和国とゼネバス帝国は競うようにゾイドの開発競争を続ける。それまでの主力だったガリウスや、ビガザウロといった機体は完全に旧式化し、第一線を離れた。
ZAC2032年にロールアウトした帝国軍最強ゾイドアイアンコングは、中央山脈を突破し共和国領に侵攻。共和国全域から集められたゴジュラスと激突することとなる。その数はコング150台に対しゴジュラス200台にも上った。ゴジュラス部隊はコング部隊を辛うじて撤退させたものの、ゴジュラス部隊の損害はアイアンコング部隊の損害を上回っており、ゴジュラスの無敵時代を終わらせるに至った。ZAC2034年にはゾイド開発競争は激化し、多くの小型ゾイドの戦いも激しいものとなっていった。二年後には初の高速ゾイドであるサーベルタイガーが誕生する。ZAC2037年には初の超巨大ゾイドであるウルトラザウルスがロールアウトした。
帝国軍のスパイコマンド・エコーによるウルトラザウルス乗っ取りにより、共和国軍は逆に一時は首都陥落の危機を迎えるが、共和国軍のロイ・ジー・トーマス中尉の作戦によりウルトラザウルスは奪回される。
さらにゴジュラスとアイアンコングがそれぞれMk-IIにアップグレードされ、大氷原において共和国のトーマス中尉のゴジュラスMk-IIとエコーのアイアンコングMk-IIが死闘を繰り広げた。
ZAC2039年、ウルトラザウルスを中核とするヨハン・エリクソン大佐率いる共和国軍の攻撃によって帝国首都は陥落。だが、皇帝ゼネバスを取り逃がしてしまう。ゼネバスは残存兵力を率いて暗黒大陸ニクスに亡命した。

## 中央大陸戦争後期 ゼネバス帝国滅亡
帝国首都陥落から二年後のZAC2041年、ゼネバスは強力な新型ゾイド部隊を引き連れてバレシア湾から中央大陸に上陸し、共和国の防衛線を突破し、帝国領土を奪回する。
共和国はバレシア基地で大量に捕獲したサーベルタイガーを参考に共和国初の大型高速ゾイドであるシールドライガーを完成させる。ところが、ZAC2043年、帝国が恐るべき新型ゾイドを開発中であることが判明。エリクソン大佐率いるシールドライガー、コマンドウルフの部隊が新型ゾイドを開発している研究所を襲撃するが、すでに逃げられたあとであった。そして翌ZAC2044年にそのゾイドであるデスザウラーがロールアウト。十数機のゴジュラスを擁する基地を壊滅させたのを皮切りに、破竹の勢いで共和国領に進撃し、エリクソン大佐のウルトラザウルスをも撃破したデスザウラーの猛威に共和国首都は陥落するが、ヘリック大統領は巨大トンネルにより民衆と共に首都を脱出
ZAC2046年、最後の手段としてヘリック暗殺をねらう帝国軍コマンド、フランツ・ハルトマンが駆る帝国軍改造ゾイド「デスドック」と、共和国改造ゾイド「ケンタウロス」との死闘が展開され、共和国親衛隊長ローザ・ラウリ大尉とフランツ・ハルトマン大尉のヘリック大統領の生死を賭けた対決が展開。両者痛み分けに終わり、ヘリックは後にローザと結ばれる。
ZAC2047年、帝国から共和国科学者のチェスター教授が救出され、共和国の対デスザウラー用のゾイド開発が急がれた。この時期、そのゾイドの開発を巡り、開発を守ろうとする共和国と阻止しようとする帝国の様々な改造ゾイドたちが激突しあうことになる。
ZAC2048年、ついにロールアウトした対デスザウラー用ゾイド、マッドサンダーによってデスザウラーは敗れた。
ZAC2051年、ニカイドス島に立て籠もったゼネバスは再び暗黒軍（ガイロス帝国）に協力を求めた。暗黒軍は援軍を派遣し、共和国軍を退けたが、その直後にゼネバス帝国を裏切り、所有ゾイドと兵士たちを接収してしまう。この裏切りに怒ったゼネバスは、自ら皇帝専用デスザウラーを駆って暗黒軍に挑むがデッドボーダーに敗れ、ゼネバスは暗黒軍の捕虜となり、ゼネバス帝国は滅亡。ヘリック共和国対ゼネバス帝国の中央大陸戦争は終わったが、ヘリック共和国対ガイロス帝国という新たな戦い（第一次大陸間戦争）の幕開けになるのだった。

## 年表
| ZAC暦               | 出来事 |
| ------------------- | --- |
| ZAC1980年           | 国境線を巡って対立を深めた共和国と帝国がレッドリバーにて激突し、中央大陸戦争勃発。 |
| ZAC2010年           | ゾイドバトルストーリーの著者、ロイ・ジー・トーマス中尉（後に大尉）誕生。 |
| ZAC2017年           | 新ゾイドバトルストーリーの著者、トミー・ミューラー大佐誕生。 |
| ZAC2029年           | 太陽系第三惑星（地球）の宇宙開拓船、グローバリーIII世号が中央大陸に不時着。その影響で地球の科学技術が惑星Ziに伝わり、科学力、軍事力が飛躍的に進歩。同年、ガイサックロールアウト。 |
| ZAC2030年           | 共和国軍が初の本格的戦闘用巨大ゾイド「ゴジュラス」、および電子戦・砲撃戦用ゾイド、ゴルドスをロールアウト。同時に帝国軍も突撃戦用ゾイド、レッドホーンをロールアウト。のどかであったそれまでの戦闘が一気に苛烈な近代戦に移っていった。 |
| ZAC2031年           | 地球人の来訪以前に使用されたゾイドは完全に旧式化し共和国帝国の両軍は総力を挙げて新型ゾイドの開発（第一次ゾイド開発競争）に取り組み始めた。この時期に開発されたゾイドは共和国軍はバリゲーターとサラマンダーの二種類、帝国軍はザットン、マーダ、ゲルダー、モルガ、シンカー、マルダー、ゲーターの七種類。それによって戦場は陸上のみならず空や海まで広がっていった。 |
| ZAC2032年10月       | アルダンヌの森にて会戦勃発。近代化措置が施されたゾイド同士の初の大会戦であり、この戦いでゴジュラスが目覚ましい活躍を見せた。 |
| ZAC2032年           | 帝国で内乱が発生。 |
| ZAC2032年           | 帝国軍がゴジュラスに対抗するため、帝国初の巨大ゾイド「アイアンコング」のロールアウトに成功。 |
| ZAC2032年           | アイアンコング150機が共和国領土に侵入し、200機のゴジュラスと交戦。その結果、共和国軍は領土を防衛出来たものの、ゴジュラス部隊が損害でコング部隊を上回り、ゴジュラス無敵時代を終焉させた。 |
| ZAC2033年           | アイアンコングに対抗するため、ゴジュラスの強化改造に着手。九種類試作され、キャノン砲を二門装備したタイプが正式採用され、ゴジュラスMk-IIとなった。サーベルタイガー、開発スタート |
| ZAC2034年           | 新型ゾイド開発がさらに過熱（第二次新型ゾイド開発競争）。一年前に作られたゾイドがすぐ旧式化するほどの進歩ぶりであった。なお、この時期に開発されたゾイドは共和国軍はプテラス、カノントータス、スネークス（ステルスバイパー）、グスタフの四種類、帝国軍はイグアン、ハンマーロック、サイカーチス、ヘルキャットの四種類。 |
| ZAC2035年           | 帝国軍が初の大型高速ゾイドであるサーベルタイガーの開発に成功。帝国領土に潜入した共和国諜報員がその情報を掴み、ゴジュラスが情報収集のため、帝国の特殊工場へ単独強行偵察を敢行し、サーベルタイガーの情報を入手。共和国軍、ウルトラザウルスの開発スタート。 |
| ZAC2036年           | 開発に成功したサーベルタイガーをロールアウト。「戦場の赤いイナズマ」と恐れられ、共和国軍は「サーベルタイガーに遭遇した部隊は極力交戦を控え、直ちに空軍に援護を求めよ」という命令書を発した。 |
| ZAC2037年           | 決戦用の超巨大ゾイド、ウルトラザウルスが完成。帝国軍は天才スパイコマンド“エコー”中佐を繰り出し、完成したばかりのウルトラを強奪。サラマンダーによるミサイル攻撃も通じず前進を止められなかったが、ウルトラのコックピットをカノントータスの大砲で狙撃するというトーマス中尉発案の作戦によりウルトラ奪還に成功するものの“エコー”中佐は取り逃がす。帝国に戻った“エコー”中佐はウルトラに対抗するため、コングの強化改造に着手。二種類の改造コングを製作し、最終的に一種類の改造コングにまとめ、アイアンコングMk-IIとして完成。中央大陸最北端のザブリスキーポイントを決戦の場に選び、ウルトラを奇襲。だが、応援に駆けつけたトーマス中尉操縦のゴジュラスMk-IIに撃破されてしまい、“エコー”中佐は戦死。                                                |
| ZAC2038年           | 共和国帝国の国境線上を流れるバーナム川近くの「オームのくちばし地区」と呼ばれる地域に設置された共和国軍の無線基地が包囲されるが、クルーたちは全員ウルトラザウルスに乗り込み包囲網を突破。帝国軍は追撃するが、ウルトラの全方位攻撃により全滅。追撃を振り切り脱出に成功。このころ、中央大陸東部は雨期の季節であり、泥濘と化した共和国領土の平原で帝国の大軍が泥に足を取られていた時、共和国軍は中央大陸南岸のクーパー港から海を越えて帝国領土のミーバロス港へ上陸。上陸は成功し、共和国軍は帝国首都へ向けて進撃。トーマス大尉、ゾイドバトルストーリーを著す。 |
| ZAC2039年           | 共和国軍、帝国首都を包囲し、陥落に成功。皇帝ゼネバスはパイロットのトビー・ダンカン少尉と共にシュトルヒに乗ってバレシア基地へ脱出。なお、この時ゾイドバトルストーリーの著者であるトーマス大尉が帝国親衛隊との交戦の際、左足に重傷を負い退役。戦史研究家となり、ヘリック記念戦史研究所の主任研究員となる。ゼネバスの脱出後、残存勢力がバレシア基地に集結。共和国軍司令部はサラマンダー飛行隊に攻撃を命じるが、基地司令官、ダニー・「タイガー」・ダンカン将軍に撃退され全滅。ヘリック大統領、主力部隊に北部海岸への転進を命じ、バレシア基地を本格的に攻撃。ゼネバスは基地を捨てて暗黒大陸ニクスへ向けて脱出。ダンカン将軍、ゼネバスを庇ってヨハン・エリクソン大佐操縦のウルトラの砲撃を受けて戦死。                                            |
| ZAC2041年           | 鹵獲したサーベルタイガーを基にエリクソン大佐を中心に超高速攻撃ゾイド（シールドライガー）の開発を開始。同年ゼネバス、バレシア湾から新型ゾイドを伴って上陸。帝国領土を取り戻す。共和国コマンド部隊「ブルーパイレーツ」、帝国領土内の国境地帯に踏みとどまって帝国軍と交戦。 |
| ZAC2042年           | 領土を取り戻したゼネバス、全軍に対し共和国侵攻作戦を命令。国境突破地点を共和国首都ヘリックシティに最も近いアルメーヘンに定める。フロスト中佐率いるイグアン空挺部隊、バーナム川に架かるアルメーヘン橋を奇襲。中央大陸戦争で最も激戦と言われる「国境の橋争奪戦」の火蓋が切られる。イグアン空挺部隊、カノントータスの大部隊の砲撃を受けて全滅するが、ロバット中佐（後に大佐）率いる主力のコングMk-II部隊の活躍により帝国軍はアルメーヘン橋を奪取。これにより国境を越えた帝国軍が共和国の防衛線（ハドリアンウォール）へ迫り、空陸から攻撃を開始。だが、エリクソン大佐の大胆な罠により、撃退されてしまう。この時、シールドライガーとコマンドウルフがロールアウトし、ハドリアンウォール防衛戦にて初陣を勝利で飾る。                               |
| 時期不明            | トビー・ダンカン少尉、帝国基地でデスザウラーのテストパイロットとしてコンペティションに参加。競合機デスドラゴンとデスバードを撃破し、デスザウラーの制式採用を勝ち取る。 |
| ZAC2043年           | ブルーパイレーツが帝国軍の輸送トラックを襲撃。襲撃したトラックの中には謎の部品が積まれており、事の重大さを気付いたブルーパイレーツの隊長は共和国軍司令部へ報告。調査団が派遣され徹底的に調査される。その結果、ゴジュラスを上回る恐竜型の巨大ゾイド（デスザウラー）の部品と判明。完成を阻止するため、秘密作戦を発動。エリクソン大佐率いるシールドライガー・コマンドウルフで編成された高速機動戦隊がダリオス市の北方100km先にある帝国軍の研究所を襲撃。だが、頑強に抵抗し、研究所は秘密保持のために爆破されてしまい、恐竜型巨大ゾイドを取り逃がす。 |
| ZAC2044年           | 帝国の科学者、ドン・ホバート博士の作り上げたデスザウラーが完成。帝国軍、特殊部隊「スケルトン」を編成し、トビー･ダンカン少尉を隊長に任命。スケルトン部隊、共和国空軍基地を奇襲、さらにゴジュラス基地を襲撃し、壊滅させる。エリクソン大佐、ウルトラザウルスをもってダンカン少尉操縦のデスザウラーに戦いを挑むが、戦死。帝国軍、共和国首都ヘリックシティを攻撃し、敵首都陥落に成功するが、共和国はトンネルを掘って脱出。 |
| ZAC2044年12月       | 共和国軍、帝国軍に占領されたクック海軍基地を襲撃し、帝国北洋艦隊を壊滅させる。 |
| ZAC2045年5月        | 共和国軍、デスザウラーの捕獲を画策するが失敗に終わる。帝国軍、レドラーを投入し、フロレシオ海海戦に投入。共和国海軍のウルトラ艦隊、帝国海軍とフロレシオ海にて交戦。激闘の末、帝国海軍に勝利し、フロレシオ海の制海権を得る。 |
| ZAC2045年6月        | 元スケルトン部隊所属のコマンド、フランツ・ハルトマン大尉、ヘリック大統領の誘拐拉致作戦をゼネバス皇帝に具申し、許可を得る。ハルトマン大尉、デスザウラーの作戦指令書を持って共和国軍兵士になりすまし、共和国軍に潜入。共和国軍司令部、デスザウラーの作戦指令書を手がかりに二度目のデスザウラー捕獲作戦を敢行し、捕獲に成功。捕獲したデスザウラーを大統領の潜むフロレシオ海の小島へハルトマン大尉を伴って運び込まれる。ハルトマン大尉、大統領を拉致するものの大統領親衛隊所属のローザ・ラウリ大尉に阻止され、撤退。 |
| ZAC2045年7月        | 共和国軍、大部隊のゲルマンジー半島上陸のため、ウルトラザウルスによる陽動作戦を敢行し、デスザウラーと交戦。同作戦に成功する。17万の上陸部隊と5000隻の共和国軍大部隊がゲルマンジー半島へ上陸を敢行し成功する。 |
| ZAC2045年8月        | ゲルマンジー半島から上陸した共和国軍、中央山脈へ進出。 |
| ZAC2045年9月        | 共和国軍、帝国領土のイリューション市と共和国領土のエツミ港を結ぶ南部山岳道路を制圧。 |
| ZAC2045年10月       | 共和国軍、中央大陸を横切るミドル・ハイウェイを分断。 |
| ZAC2046年3月        | 共和国軍、中央山脈に位置する帝国軍最大の山岳基地を攻撃し、陥落に成功。その跡地に司令部を設置。 |
| ZAC2046年8月        | 共和国軍、中央大陸東部の平原地帯へ進撃を開始。レッドリバー沿いに進軍するが、帝国の大軍に包囲されてしまう。ヘリック大統領、包囲された部隊を救援するために改造ゾイド「ケンタウロス」に乗って司令部から出撃。鬼神のような活躍で包囲された部隊は闇夜に紛れて脱出に成功。そのころ、大統領不在の司令部は大統領の拉致に失敗し、暗殺を狙うハルトマン大尉操縦の改造デスザウラー「デスドッグ」によって壊滅。デスドッグ、帰還したケンタウロスを強襲。ラウリ大尉、大統領を脱出させ、デスドッグと交戦し相討ちに持ち込む。ハルトマン大尉は相討ち寸前に脱出、ラウリ大尉は脱出できず負傷する。 |
| ZAC2046年10月～11月 | 共和国軍、最新鋭ゾイド、ディバイソンを先頭に帝国軍占領地域全体に反撃を開始。 |
| ZAC2046年12月       | ラウリ大尉、ヘリック大統領と結婚し、大統領夫人となる。 |
| ZAC2047年4月        | デスザウラーの開発者、ドン･ホバート博士、重病をおして共和国首都でチェスター教授と面会。その後、病死。息子のマイケル・ホバート少佐が亡き父の役職である新兵器研究所所長を引き継ぐ事を皇帝に命じられ、帝国中の兵器工場の指揮を執る。ヘリックシティ陥落の際に捕らわれた共和国科学者、チェスター教授をロバーツ大佐率いる決死部隊によって救出される。 |
| ZAC2047年6月        | 共和国軍のシールドライガーおよびベアファイター部隊、中央山脈を横断する帝国軍補給路を襲撃するが、サーベルタイガーの強化型であるグレートサーベルによって全滅し、補給路分断に失敗。 |
| ZAC2047年7月～12月  | マーチン少佐とルイス大尉、大統領に対し「かまどとツバメ」作戦を立案し、採用される。囮のフロレシオ海の小島に兵力を集中させ、大工事を開始。帝国軍はチェスター教授の潜む秘密研究所を断定し、三倍の兵力を持って上陸を敢行するもマーチン・ルイスの両名に撃退される。 |
| ZAC2047年11月       | ヘリック大統領とローザ大統領夫人の間に男子誕生。 |
| ZAC2048年1月        | ホバート少佐、爆撃機型改造デスザウラー「デスバード」を完成させ、共和国秘密研究所を爆撃。改造偵察機ゾイド「ステラス」、デスバード基地を発見。その情報を基にロバーツ大佐、空挺部隊を率いてデスバード基地襲撃を敢行するが、改造デスザウラー「デスシャドー」によって部隊は全滅、ロバーツ大佐戦死。 |
| ZAC2048年8月        | ホバート少佐、ゴリラ型超小型ゾイド「ゴーレム」をロールアウト。国境地帯に結集した帝国軍大部隊がホバート少佐率いるゴーレム部隊を先陣に中央山脈へ進撃を開始。ホバート少佐操縦のゴーレム、ウルトラザウルスの内部に潜入し、ウルトラを爆破し撃破に成功する。 |
| ZAC2048年9月        | 共和国、チェスター教授の陣頭指揮により新型ゾイド開発が活発化。これを受け帝国軍はデスバードによる第二次空爆作戦を決定。同時にチェスター教授誘拐拉致作戦を発令。ゴーレムがセシリア市西100km離れた共和国研究所に潜入するも共和国軍の囮作戦にかかり、作戦は失敗。そのころ、アーサ市にて対デスザウラー超巨大ゾイド「マッドサンダー」が完成する。 |
| ZAC2048年10月       | 12万の共和国軍山岳部隊、西から進撃してくる帝国軍増援部隊と東から進む共和国領土に駐屯する帝国軍占領部隊に包囲される。ヘリック大統領はマッドサンダーを先頭にヘリックシティへ向けて進撃、同時に空軍に対し、中央山脈を包囲する帝国軍の攻撃と山岳部隊へ救援物資の空輸という戦力を二つに分けた両面作戦を命令。共和国軍、ヘリックシティ北方の帝国軍前線基地を攻撃し陥落に成功。ホバート少佐、改造デスザウラー「デスファイター」をもってヘリックシティへ進軍するマッドサンダーに挑むが敗退。ホバート少佐は共和国軍に捕縛され捕虜になる。 |
| ZAC2048年12月       | マッドサンダーを先頭に共和国の大軍がヘリックシティへ突入、首都を奪回し、帝国軍のヘリックシティ占領部隊は降伏。同時に山岳部隊も共和国空軍の総力を挙げた救出作戦により包囲網を破り反撃に転じ、包囲部隊は撤退。 |
| ZAC2050年末         | 共和国軍マッドサンダー師団、帝国首都を包囲。 |
| ZAC2051年1月8日     | 新年の休戦後、ヘリック大統領直接の号令の下、帝国首都を総攻撃するも皇帝ゼネバスは既に首都を脱出。 |
| ZAC2051年3月        | ゼネバス皇帝、全将兵を引き連れてニカイドス島に立て篭もる。ヘリック大統領、再三に渡る降伏を勧告するが、沈黙。ヘリック大統領、ニカイドス島上陸作戦決行を命令。最新鋭ゾイド、レイノスが先陣を切り、200機の改造ウルトラザウルス「ビッグマザー」がニカイドス島へ上陸を敢行。帝国軍守備隊を次々となぎ倒し、要塞へ突入し制圧するもゼネバスは姿を消す。その後、要塞占領部隊は正体不明のゾイドと遭遇し壊滅状態に陥り、ヘリック大統領はニカイドス島の放棄を命令。帝国軍を救出した暗黒大陸のガイロス暗黒軍、帝国軍を拘束。ゼネバス、直属の皇帝親衛隊を率いて暗黒ゾイド（デッドボーダー）に戦いを挑むが撃退され、ゼネバス自身も暗黒軍に捕縛されて暗黒大陸へ連れ去られる。これによってゼネバス帝国は滅亡し、ヘリック共和国の勝利により中央大陸戦争終結。 |